# Charlotte (film, 2021)
Pour les articles homonymes, voir Charlotte.
Pour plus de détails, voir Fiche technique et Distribution.
Charlotte est un film d'animation canadien-belge-français réalisé par Éric Warin et Tahir Rana. Le film retrace la vie de la peintre allemande Charlotte Salomon pendant la Seconde Guerre mondiale. Le scénario du film est librement adapté du roman graphique « Vie ? ou théâtre ? » de Charlotte Salomon. Il a fait sa première mondiale au Festival international du film de Toronto 2021 le 13 septembre 2021.

## Synopsis
Berlin, 1935. Charlotte Salomon se rend à l'opéra avec sa famille. Sa belle-mère Paula chante. Des Nazis entrent dans la salle et tentent d'interrompre la représentation. Les grands-parents maternels de Charlotte ont décidé de quitter l'Allemagne pour aller vivre à Rome.
Charlotte va leur rendre visite. Dans la chapelle Sixtine, elle rencontre Ottilie Moore, une Américaine d'origine allemande qui l'invite à venir s'installer dans sa maison sur la Côte d'Azur. Mais Charlotte doit rentrer en Allemagne auprès de ses parents. Charlotte est acceptée comme élève à l'Académie des Beaux-Arts, malgré ses origines juives. Elle finira néanmoins par être expulsée de cette école prestigieuse.
Elle entame une relation amoureuse avec Alfred Wolfsohn, le professeur de chant de sa belle-mère Paula, qui lui demande d'illustrer ses souvenirs de soldat pendant la Première Guerre Mondiale. Elle rompt avec lui après s'être rendue compte qu'il a une fiancée.
Lors de la Nuit de Cristal, son père est arrêté et envoyé au camp de concentration de Sachsenhausen. Après sa libération, deux mois plus tard, il décide que Charlotte quittera l'Allemagne pour rejoindre Ottilie sur la Côte d'Azur. Elle y vit avec ses grands-parents. Charlotte se rend compte que sa grand-mère est très atteinte dans sa santé mentale. Elle tombe amoureuse d'Alexander Nagler, Juif autrichien qui travaille comme jardinier chez Ottilie. Lorsque son grand-père s'en rend compte, il décide de s'installer à Nice avec Charlotte et sa grand-mère.
De plus en plus suicidaire, la grand-mère de Charlotte finit par mettre fin à ses jours. Charlotte apprend alors, de la bouche de son grand-père, que sa famille maternelle a connu plusieurs cas de suicide, notamment sa mère et sa tante. Charlotte retourne chez Ottilie, renoue avec Alexander et commence son œuvre majeure, Leben? Oder Theater (Vie ? Ou Théâtre ?), basée sur sa vie et celle de sa famille. La France étant en passe d'être envahie par les Allemands, Ottilie décide de rentrer aux États-Unis avec les jeunes réfugiés qui habitent chez elle. Charlotte doit rester pour s'occuper de son grand-père qui devient de plus en plus toxique. Un jour, il est sévèrement frappé et blessé par des voyous antisémites. Charlotte décide alors de l'empoisonner avec du Véronal.
Charlotte est convaincue qu'elle n'a plus beaucoup de temps, et travaille avec acharnement pour achever son œuvre. Elle attend désormais un enfant d'Alexander, et ils décident de se marier. Elle confie ses peintures au médecin local, le docteur Moridis, pour qu'il les mette en sûreté. Quelques semaines après, Charlotte et Alexander sont arrêtés par les Allemands. Ils seront déportés et mourront à Auschwitz.

## Fiche technique
Sauf indication contraire, les informations mentionnées dans cette section peuvent être confirmées par la base de données cinématographiques Allociné,  présente dans la section « Liens externes ».
- Titre original : Charlotte
- Réalisation : Éric Warin et Tahir Rana
- Scénario : Erik Rutherford et David Bezmozgis, d'après le roman graphique « Vie ? ou théâtre ? » de Charlotte Salomon[2]
- Musique originale : Michelino Bisceglia
- Direction artistique : François Moret
- Montage : Roderick Deogrades et Sam Patterson
- Production : Julia Rosenberg, Jérôme Dopffer, Eric Goossens et Anton Roebbens
- Sociétés de production : Walking the Dog, Les Productions Balthazar, Sons of Manual
- Sociétés de distribution : Elevation Pictures (Canada), Sphère Films (Québec), Diaphana Distribution (France), The Searchers (Belgique)
- Budget : 10 millions d'euros[3]
- Durée : 92 minutes
- Format : couleur
- Pays :  Canada[4],  Belgique[4],  France[4]
- Langue : anglais, français, allemand
- Genre : Historique, Animation, Drame
- Dates de sortie :
  - Canada : 13 septembre 2021 (première au Festival international du film de Toronto 2021)[1]; 22 avril 2022 (en salles)[1]
  - France : 13 juin 2022 (Festival international du film d'animation d'Annecy); 9 novembre 2022 (en salles)[1],[5]

## Distribution

### Voix anglaises
Sauf indication contraire, les informations mentionnées dans cette section peuvent être confirmées par la base de données cinématographiques IMDb,  présente dans la section « Liens externes ».
- Keira Knightley : Charlotte Salomon
- Brenda Blethyn : Grossmama
- Jim Broadbent : Grosspapa
- Sam Claflin : Alexander Nagler
- Henry Czerny : Dr Moridius/Policeman #2/Security Guard
- Eddie Marsan : Albert Salomon
- Helen McCrory : Paula Salomon-Lindberg
- Sophie Okonedo : Ottile Moore
- Mark Strong : Alfred Wolfsohn
- Pippa Bennett-Warner : Barbara
- Raoul Bhaneja : Professor Koch/Brown Shirt Leader/Looter #1/SS Soldier #1
- Julian Richings : Dr Kurt Singer/Policeman #1/SS Soldier #2
- Tony Nappo : Mr. Brahvi/Vatican Guard

### Voix françaises
- Marion Cotillard : Charlotte Salomon[6]
- Annie Le Youdec : Grand-mère[6]
- Romain Duris : Alfred Wolfsohn[6]
- Philippe Peythieu : Dr Moridis[6]
- Julie Dumas : Paula Salomon-Lindberg[7]
- Anne Dorval : Ottilie Moore[6]
- Raoul Bhaneja (en) : le professeur Koch/ chef des chemises brunes[6]
- Guillaume Lebon : Albert Salomon[6]
- Philippe Catoire : Grand-père
- Damien Boisseau : Alexander Nagler
- Claire Di Carlo : Barbara
- Pierre Margot : Dr Kurt Singer et un des soldats SS
- Sadie Deogrades : Charlotte, jeune[6]
- Jean Rieffel : Manfred, le Chef de section Chemise Brune et le garde du Vatican
- Valérie Siclay : Augusta
- Bernard Lanneau : M. Schmidt
- Michaël Aragones : M. Brahvi, un des soldats SS et un garde de la sécurité
- Virginie Caliari : la secrétaire
- Matthieu Albertini : l'administrateur, le présentateur radio et Chemise brune #1
- Sébastien Ossard : le meneur des Chemises brunes et Chemise brune #2
- Jérôme Wiggins et Jean-Luc Atlan : les policiers

  Source et légende : version française (VF) sur RS Doublage et carton de doublage issu des crédits de fin.

## Production
La productrice Julia Rosenberg est tombée amoureuse de Charlotte Salomon en tant qu'artiste à l'âge de 13 ans lorsqu'elle a reçu pour la première fois une collection de son travail, « Vie ? ou théâtre ? ». En faisant du jogging un matin en 2011, Rosenberg a eu l'idée que si Salomon dessinait l'histoire de sa vie comme une série de peintures, elle devait produire un film dramatique d'animation. Rosenberg a ensuite envoyé un e-mail à la Fondation Charlotte Salomon, et c'est ainsi que le projet a commencé. En mai 2012, Rosenberg a officiellement opté pour les mémoires de Salomon, « Vie ? ou théâtre ? ».
Le film avait été annoncé à l'origine en 2016 avec le réalisateur Bibo Bergeron et les scénaristes Erik Rutherford et Miriam Toews attachés au projet. Le scénario a été écrit en quatre ou cinq ans par Erik Rutherford et David Bezmozgis. La Fondation Charlotte Salomon avait des approbations de scénario.
Une coproduction internationale entre Canada, Belgique, et France, le film a été produit par les sociétés canadiens January Films et Sons of Manual, en coproduction avec le belge Walking the Dog, et le français Les Productions Balthazar, en association avec Téléfilm Canada, Trinity Media Financing, Umedia, Serendipity Point Films, Centre National du Cinéma et de l'Image Animée, Eurimages, Crave, CBC Films, Ontario Creates, Screen Flanders, Région Nouvelle-Aquitaine et Flanders Audiovisual Fund.
En juillet 2021, il a été annoncé que le casting comprenait Keira Knightley, Brenda Blethyn, Jim Broadbent, Sam Claflin, Henry Czerny, Eddie Marsan, Helen McCrory, Sophie Okonedo et Mark Strong, avec Marion Cotillard et Romain Duris prêts à interpréter une version française du film. Knightley, Cotillard, Xavier Dolan et Nancy Grant sont les producteurs exécutifs du film.
La version originale du film est en anglais. Keira Knightley a enregistré sa voix avant la réalisation de l'animation. Marion Cotillard (qui a prêté sa voix à Charlotte Salomon dans la version française) est venue ensuite et a enregistré sa voix avec le film final. Cotillard avait auparavant travaillé avec les producteurs exécutifs Xavier Dolan et Nancy Grant dans le film Juste la fin du monde (2016). Cotillard a déclaré au magazine français L'Obs qu'elle ne connaissait pas Charlotte Salomon jusqu'à ce que Nancy Grant l'approche pour ce projet. Grant a envoyé un livre de peintures de Charlotte Salomon à Cotillard et elle s'est sentie émue par le travail de l'artiste. « La richesse, les couleurs, elle n’utilisait ni le bleu ni le noir. Ses mots – car elle écrivait aussi… Il y avait une forme de naïveté, d’onirisme, de surréalisme dans son expressionnisme. La puissance de son travail a été mon moteur premier », elle dit.

## Accueil

### Sortie et promotion
Charlotte a fait sa première mondiale au Festival international du film de Toronto 2021 le 13 septembre 2021. Il a fait son avant-première en France lors du 46e Festival international du film d'animation d'Annecy le 13 juin 2022, où il a été présenté en compétition officielle. Il a été présenté lors du Festival international du film de fiction historique le 23 septembre 2022.
Le distributeur Nour Films sortait le film en France dans les salles de cinéma le 9 novembre 2022.

### Accueil critique

#### Amérique du nord
Le site américain Rotten Tomatoes propose un score de 71 % et une note moyenne de 6.3/10 à partir de l'interprétation de 49 titres de presse. Le consensus critique du site dit : « Bien qu'il manque l'étincelle du travail remarquable de son sujet, Charlotte offre une introduction digne d'une histoire réelle remarquable – bien que tragique. » Sur Metacritic, le film a reçu une note de 58⁄100, basée sur 16 titres de presse, indiquant des critiques mitigées ou moyennes.

#### France
En France, le site Allociné recense une moyenne des critiques presse de 3,4⁄5, à partir de l'interprétation de 13 titres de presse.
Pour le site Bande à part, il s'agit d'« une histoire hors du commun dans un film d’animation en lutte contre l’oubli ». Pour Marianne, le long-métrage d'animation est à « découvrir d'urgence ».
Pour le site aVoir-aLire, « Le récit de Charlotte témoigne à la fois de l’ancrage profond de l’actualité dans un tableau, de la même manière il décrit ce qui fait qu’une œuvre traversera les époques et pourra être taxée d’universelle. Voilà donc un film qui donne à rêver et à redécouvrir les dessins d’une artiste infiniment touchante ».
Pour Le Parisien, « (...) l’histoire de Charlotte Salomon (...) s’avère bouleversante. Mais le choix d’un graphisme austère et peu inspiré gâche la transcription à l’écran, d’autant que le film souffre de longueurs ».

### Box-office
Pour son premier jour d'exploitation en France, Charlotte réalise 941 entrées et figure huit place au box-office des nouveautés derrière Mission régénération (1 549) et devant Les Repentis (662),. Pour son premier week-end d'exploitation, Charlotte compte 9 132 d'entrées dans 96 salles.
| Pays ou région | Box-office     | Date d'arrêt du box-office | Nombre de semaines |
| -------------- | -------------- | -------------------------- | ------------------ |
| France         | 24 345 entrées | 18 janvier 2023            | 9                  |
| Total mondial  | 210,627 $      | -                          | en cours           |

## Autour du film
En décembre 2021, le film figurait sur la liste annuelle de fin d'année Canada's Top Ten du Festival international du film de Toronto des meilleurs films canadiens de 2021, classé à la deuxième place.

## Distinctions

### Récompenses
- Festival international du film de Vancouver 2021 : Prix du public M/A/D (Music/Art/Design)[30]
- Canadian Cinema Editors Awards (Les Monteurs et Monteuses de Cinéma Canadien) 2022 : Meilleur montage d'un film d'animation pour Roderick Deogrades et Sam Patterson[31]

### Nominations et sélections
- Festival international du film de Toronto 2021 : sélection officielle[32]
- Festival international du film de Jérusalem 2021 : compétition officielle[33]
- Festival international du film d'animation d'Annecy 2022 : compétition officielle[1]
- Prix Écrans Canadiens 2022 : Meilleur scénario adapté pour David Bezmozgis et Erik Rutherford[34]
- Festival international du film d'animation de Bruxelles (Anima) 2022 : sélection officielle, hors compétition[35]
- Writers Guild of Canada Screenwriting Awards 2022 : Meilleur film pour David Bezmozgis et Erik Rutherford[36]
- Festival international du film de fiction historique 2022 : sélection officielle[37],[16]
- Festival Jean-Carmet 2022 : sélection officielle, avant-première[38]